# Скуби-Ду и угадай кто?
«Скуби-Ду и угадай кто?» (англ. Scooby-Doo and Guess Who?) — американский анимационный телесериал производства Warner Bros. Animation для Cartoon Network и Boomerang. Это тринадцатый мультсериал, во франшизе «Скуби-Ду». Продюсером выступил Крис Бейли.
Премьера шоу состоялась на телеканале Boomerang 27 июня 2019 года. Премьера на Cartoon Network состоялась 8 июля 2019 года. Впервые за всю франшизу, шоу имеет рейтинг TV-PG,
Мультсериал повествует о команде корпорация «Тайна», которая разгадывает загадки, и в то же время сталкивается со многими незабываемыми знаменитостями. Среди приглашенных звёзд — Крис Пол, Сиа, Холзи, Рики Джервейс, Кинан Томпсон, Ванда Сайкс, Билл Най, Нил Деграсс Тайсон, Странный Эл Янкович, Джим Гэффиган, Марк Хэмилл и т.д., а также вымышленные персонажи, такие как Стив Уркель, Бэтмен, Джокер, Шерлок Холмс, Флэш, Чудо-Женщина и т.п.

## Роли озвучивали

### Главные герои
- Фрэнк Уэлкер — Скуби-Ду, Фред Джонс
- Мэттью Лиллард — Шэгги Роджерс
- Грей Делайл — Дафна Блейк
- Кейт Микуччи — Велма Динкли

### Приглашенные звёзды

#### В первом сезоне
- Стив Бушеми — камео
- Кевин Конрой — Брюс Уэйн / Бэтмен[2]
- Йен Джеймс Корлетт — Шерлок Холмс
- Джон Ди Маджо — призрак Авраама Линкольна[3]
- Джефф Данхэм — камео
- Дарси Линн Фермер — камео
- Джефф Фоксворти — камео
- Джим Гэффиган — камео
- Рикки Джервейс — камео
- Вупи Голдберг — камео[4]
- Дженнифер Хейл — Торн
- Холзи — камео
- Марк Хэмилл — Джокер, камео и Трикстер
- Рэйчел Кимси — Чудо-женщина[5]
- Малкольм Макдауэлл — камео
- Билл Най — камео
- Крис Пол — камео
- Пенн и Теллер — камео[6]
- Сиа — камео
- Кристиан Слэйтер — камео
- Джордж Такей — камео
- Ванда Сайкс — камео
- Кинан Томпсон — камео
- Нил Деграсс Тайсон — камео
- Стивен Уебер — Альфред Пенниуорт
- Джэлил Уайт — Стив Уркель, Уркель-Бот
- Странный Эл Янкович — камео[7]
- Мэдди Зиглер — камео

#### Во втором сезоне
- Кейси Масгрейвс — камео
- Морган Фримен — камео
- Кристен Шаал — камео
- Джоуи Честнат — камео
- Джиджи Хадид — камео
- Элтон Браун — камео
- Тим Ганн — камео
- Тара Липински — камео
- Хлоя Ким — камео
- Лейла Али — камео
- Лайза Коши — камео
- Сэнди Дункан — камео
- Маклемор — камео
- Алекс Требек — камео
- Джесс Харнелл — разные роли (в 2 эпизодах)
- Эрик Бауза — разные роли (в 2 эпизодах)

## Эпизоды
| Сезон | Серии | Серии | Даты показа    | Даты показа      | Даты показа |
| Сезон | Серии | Серии | Первая серия   | Последняя серия  | Канал       |
| ----- | ----- | ----- | -------------- | ---------------- | ----------- |
| 1     | 26    | 13    | 27 июня 2019   | 19 сентября 2019 | Boomerang   |
| 1     | 26    | 13    | 2 июля 2020    | 2 июля 2020      | Boomerang   |
| 2     | 26    | 15    | 1 октября 2020 | 25 февраля 2021  | Boomerang   |
| 2     | 26    | 11    | 1 октября 2021 | 1 октября 2021   | HBO Max     |

### Первый сезон (2019—2020)
| № в сериале | № в сезоне | Название                                                                                         | Приглашённая звезда           | Режиссёр    | Сценарист                         | Дата премьеры в США |
| --- | ---------- | ------------------------------------------------------------------------------------------------ | ----------------------------- | ----------- | --------------------------------- | ------------------- |
| Блок 1 |            |                                                                                                  |                               |             |                                   |                     |
| 1 | 1          | «Месть болотного монстра!» «Revenge of the Swamp Monster!»                                       | Крис Пол                      | Дже Ким     | Майкл Райан                       | 27 июня 2019        |
| После того, как корпорация «Тайна» раскрывает тайну пчелиного человека из острова Алькатрас, их отправляют во Флориду, где Шэгги становится кедди для баскетболиста и поклонника боулинга «Houston Rockets» Криса Пола на благотворительном мероприятии по гольфу, чтобы собрать деньги для испытывающей трудности школы искусств, которая является на грани банкротства из-за болотного монстра, создавшего проблемы для турнира. |            |                                                                                                  |                               |             |                                   |                     |
| 2 | 2          | «Команда детективов разделилась» «A Mystery Solving Gang Divided»                                | Призрак Авраама Линкольна     | Фрэнк Пор   | Марк Хоффмайер                    | 2 июля 2019         |
| Корпорация «Тайна» получает звонок из города Чемберсберг, штат Пенсильвания, поля битвы недалеко от Геттисберга, чтобы разгадать тайну призраков-зомби. Хотя обе команды по разгадыванию тайн вступают в последующие конфликты, пока призрак Авраама Линкольна не предлагает им работать вместе и спасти тайну раз и навсегда. |            |                                                                                                  |                               |             |                                   |                     |
| 3 | 3          | «Жуткий магазин Пиблза» «Peebles’ Pet Shop of Terrible Terrors!»                                 | Ванда Сайкс                   | Майк Майло  | Каролайн Фарах                    | 11 июля 2019        |
| Яйцо, которое доставленное в магазин для домашних животных Пиблза, превращается в рыбного монстра и уносится вместе с мистером Пиблзом. Позже Скуби и команда прибывают на место преступления и спасают стажёра мистера Пиблза Ванду Сайкс, которая помогает спасти группу животных для усыновления в зоомагазине. Теперь герои и Ванда должны спасти не только магазин и животных, но и свои жизни. |            |                                                                                                  |                               |             |                                   |                     |
| 4 | 4          | «Элементарно, мой дорогой Шэгги!» «Elementary, My Dear Shaggy!»                                  | Шерлок Холмс                  | Майк Майло  | Майкл Райан                       | 18 июля 2019        |
| Когда Скуби и его команда отправляются в тур по Лондону, они сталкиваются с кричащими черепами из английских легенд. Они объединяются с человеком, который утверждает, что он не кто иной, как Шерлок Холмс. Кроме того, в это время он называет Велму «доктором Ватсоном» и Шэгги «миссис Хадсон». |            |                                                                                                  |                               |             |                                   |                     |
| 5 | 5          | «Кто не спрятался, я не виноват!» «Ollie Ollie In-Come Free!»                                    | Рикки Джервейс                | Майк Майло  | Майкл Райан                       | 25 июля 2019        |
| В Лондоне корпорацию «Тайна» посещает Рикки Джервейс, когда из его двери без предупреждения появляется мумия кошки, связанная с египетской богиней Баст. |            |                                                                                                  |                               |             |                                   |                     |
| 6 | 6          | «Скуби с тысячью лиц!» «The Scooby of a Thousand Faces!»                                         | Чудо-женщина                  | Гейвин Делл | Каролайн Фарах                    | 1 августа 2019      |
| Во время отпуска в Греции, корпорация «Тайна» попадает в схватку один на один между Минотавром и Чудо-женщиной. Хотя Скуби-Ду нравится Чудо-женщина, Дафна и Велма — единственные, кого выбрали, чтобы помочь Чудо-женщине уничтожить её последнюю цель, оставив Шэгги и Фреда чувствовать себя обделёнными. |            |                                                                                                  |                               |             |                                   |                     |
| 7 | 7          | «Проклятый кабинет профессора Мэддса Марксона!» «The Cursed Cabinet of Professor Madds Markson!» | Пенн и Теллер                 | Фрэнк Пор   | Майкл Райан                       | 8 августа 2019      |
| Когда корпорация «Тайна» принимает приглашение миллионера-затворника Хьюго Хаузера провести одну ночь в заколдованном отеле в Лас-Вегасе перед контролируемым сном, они обнаруживают, что не одни. Волшебники Пенн и Теллер также приняли вызов, сражаясь с призраком Мэддса Марксона и его монстром. |            |                                                                                                  |                               |             |                                   |                     |
| 8 | 8          | «Робот Уркель испортился!» «When Urkel-Bots Go Bad!»                                             | Стив Уркель                   | Майк Майло  | Том Краевский                     | 15 августа 2019     |
| Когда Стив Уркель обращается к корпорации «Тайна» за помощью в поиске его робота в Чикаго, они натыкаются на более глубокую тайну с появлением Техноманта, который обладает способностью к управлять всеми роботами. |            |                                                                                                  |                               |             |                                   |                     |
| 9 | 9          | «Демон Фастфуда» «The Fastest Food Fiend!»                                                       | Джим Гэффиган                 | Фрэнк Пор   | Каролайн Фарах                    | 22 августа 2019     |
| Когда Скуби и Шэгги соревнуются в соревнованиях по фаст-фуду, проводимых сетью ресторанов быстрого питания Доктора Талли в рамках её 70-летия, они решают свою главную задачу — поесть против комика Джима Гаффигана, сражаясь с демонлм, который пытается остановить конкурс от финиша. |            |                                                                                                  |                               |             |                                   |                     |
| 10 | 10         | «Нападение странного Эл-Озавра!» «Attack of the Weird Al-Osaurus!»                               | Странный Эл Янкович           | Гейвин Делл | Марк Хоффмайер                    | 29 августа 2019     |
| Проезжая через скалистые горы, корпорация «Тайна» натыкается на безбилетного пассажира в лице Странного Эла Янковича, который предупреждает их об неуточненном динозавре, несущем безжалостные разрушения в его местном лагере для сна на аккордионе вместе с другим неустановленным динозавром. |            |                                                                                                  |                               |             |                                   |                     |
| 11 | 11         | «Вот она есть, и вот её нет!» «Now You Sia, Now You Don’t!»                                      | Сиа                           | Майк Майло  | Каролайн Фарах                    | 5 сентября 2019     |
| В городе Палм-Спрингс, после того как корпорация «Тайна» получает звонок от певицы и композитора Сиа, она представляет им историю о печально известном похитителе драгоценностей, который принял форму Сиа в виде призрачного доппельгангера, который крадёт бесчисленные алмазы, в результате чего Сиа попала в горячую воду с властями. |            |                                                                                                  |                               |             |                                   |                     |
| 12 | 12         | «Хватит паясничать!» «Quit Clowning!»                                                            | Кинан Томпсон                 | Шон Бишоп   | Анналиса Лабианко Джеффри Спенсер | 12 сентября 2019    |
| В городе Атланта Шэгги и Скуби отправляются на встречу со своим хорошим другом Кинаном Томпсоном, который впервые в истории готовится к трансляции своего собственного телемарафона. Когда клоун-призрак по имени Паццо атакует, корпорация «Тайна» должна помочь Томпсону спасти телемарафон. |            |                                                                                                  |                               |             |                                   |                     |
| 13 | 13         | «Что за ночь для Тёмного Рыцаря!» «What a Night, For a Dark Knight!»                             | Бэтмен                        | Крис Бейли  | Майкл Райан                       | 19 сентября 2019    |
| После того, как Альфред Пенниуорт был похищен Мен-бэтом, Бэтмен должен вернуть его с небольшой помощью корпорации «Тайна». Хотя изначально предполагалось, что Кирк Лангстрем снова стал Мен-бэтом, Бэтмен обнаруживает, что он все ещё находится в заключении в лечебнице Аркхем, что означает, что кто-то другой выдаёт себя за Мен-бэта. |            |                                                                                                  |                               |             |                                   |                     |
| Блок 2 |            |                                                                                                  |                               |             |                                   |                     |
| 14 | 14         | «Призрак университета экстрасенсов!» «The Nightmare Ghost of Psychic U!»                         | Вупи Голдберг                 | Фрэнк Пор   | Каролайн Фарах                    | 2 июля 2020         |
| Во время поездки по заснеженным горам корпорация «Тайна» сталкивается с университетом, где они встречают Вупи Голдберг, которая учится в университете после того, как ранее протравила экстрасенсу. Здесь команда должна помешать закрытию университета до того, как Вупи сможет получить высшее образование, всё время имея дело с призраком. |            |                                                                                                  |                               |             |                                   |                     |
| 15 | 15         | «Меч, Лис и Скуби-Ду!» «The Sword, The Fox, and the Scooby-Doo!»                                 | Марк Хэмилл                   | Майк Майло  | Том Краевский                     | 2 июля 2020         |
| Находясь в Японии, команда помогает Марку Хэмиллу спасти его старого школьного учителя драмы мистера Берла. Расследование на месте преступления обнаруживает тайный подвал под полом и самого монстра, который заманивает их в ловушку под грудой рушащихся обломков. Хэмилл убеждает Скуби выкопать их, используя «трюк с разумом джедая», ведя их прямо в подземный тунель и следы Лисего монстра. Тайна только усиливается, когда следы монстра ведут к старому японскому храму, в котором находится древний меч, который до сих пор спрятан где-то внутри.                                                                                                |            |                                                                                                  |                               |             |                                   |                     |
| 16 | 16         | «Минутное дело!» «One Minute Mysteries!»                                                         | Флэш                          | Шон Бишоп   | Майкл Райан                       | 2 июля 2020         |
| Барри Аллен хочет чаще проводить время со своими любимыми приятелями по еде Шэгги и Скуби, но не может из-за того, что им постоянно приходится уходить, чтобы помочь разгадывать тайну. Флэш соглашается замедлить ход событий и бежать с «нормальной скоростью», притворяясь, что находится в смертельной опасности, в то время как все остальные спасаются бегством. Тем временем на заднем плане разворачивается сюжет гигантского живого плюшевого медведя, который заставляет Флэша раскрыть миру свою тайную личность. |            |                                                                                                  |                               |             |                                   |                     |
| 17 | 17         | «Голливудские рыцари!» «Hollywood Knights!»                                                      | Джордж Такэй                  | Майк Майло  | Майкл Райан                       | 2 июля 2020         |
| Команда исследует поместье с привидениями, принадлежащее покойному голливудскому режиссёру Сесилу Даррингтону по запросу Джорджа Такэя, который сейчас работает справочником. Настоящий владелец дома сейчас неизвестен и будет конфискован правительством в течение нескольких недель, прежде чем будет продан с аукциона тому, кто предложит самую высокую цену. Что ещё хуже, доспехи оживают рыцарем-призраком герцога Рокового Несущего, что в конечном итоге вытягивает законного владельца дома. |            |                                                                                                  |                               |             |                                   |                     |
| 18 | 18         | «Нью-Йорское метро!» «The New York Underground!»                                                 | Холзи                         | Фрэнк Пор   | Майкл Райан                       | 2 июля 2020         |
| Скуби удивляет Шэгги, тайно участвуя в поэтическом состязании с Холзи, победитель получает старинный латунный ключ от города. Удар прерывается, когда монстр нападает, крадёт ключ и убегает с ним. Используя оттиск, они могут создать копию с символом на ключе, ведущую в таинственный метрополитен. Хранителем знаний и тайнами, которые лежат за её пределами. |            |                                                                                                  |                               |             |                                   |                     |
| 19 | 19         | «Бойтесь огненного монстра!» «Fear of the Fire Beast!»                                           | Стив Бушеми                   | Фрэнк Пор   | Каролайн Фарах                    | 2 июля 2020         |
| В Сицилии корпорация «Тайна» выслеживает огненного монстра с вулкана Этна, который охотится на Стива Бушеми, который сейчас находится в гостях у своих кузенов Нана и Паоло. Все на Сицилии думают, что он злобный гангстер и Стив постоянно пытаются объяснить, что он всего лишь актёр. Кроме того, он также должен встретить и преодолеть свой самый большой страх. |            |                                                                                                  |                               |             |                                   |                     |
| 20 | 20         | «Слишком много кукол!» «Too Many Dummies!»                                                       | Джефф Данэм Дарси Линн Фармер | Шон Бишоп   | Майкл Райан                       | 2 июля 2020         |
| Скуби и его команда наняты, чтобы доставить жуткую куклу по имени на конкурс чревовещателей, организованный Базом Боззингтоном. Ситуацию усложняет заброшенный мотель, в котором они остановились. |            |                                                                                                  |                               |             |                                   |                     |
| 21 | 21         | «Хранительница танцевальной студии!» «Dance Matron of Mayhem!»                                   | Мэдди Зиглер                  | Майк Майло  | Каролайн Фарах                    | 2 июля 2020         |
| Мэдди Зиглер выиграла танцевальную студию при условии, что она будет открыта, иначе город конфискует собственность и снесёт её, чтобы освободить парковочное место. Ситуацию усложняет призрак предыдущего владельца, который умер 30 лет назад, помешав возобновлению работы студии. Дафна была приглашена Мэдди во время её последней попытки вновь открыться, но команда прибыла только для того, чтобы обнаружить последствия последней катастрофы. |            |                                                                                                  |                               |             |                                   |                     |
| 22 | 22         | «Ведьмиа-невеста особняка Уэнсли Холл!» «The Wedding Witch of Wainsly Hall!»                     | Джефф Фоксворти               | Фрэнк Пор   | Майкл Райан                       | 2 июля 2020         |
| Джефф Фоксворти нанят в качестве водителя грузовика, чтобы перевезти дом на новое место, прежде чем на его территории будет построена шестиполосная автомагистраль. К сожалению, его преследует свадебная ведьма. Согласно легенде, это призрак женщины по имени Ленора Уэйнсли, которую оставил у алтаря =шеф-повар Баярд Борегар. Её подавленность и ненависть к себе якобы заставили её превратиться в ведьму и проклясть собственность. Теперь корпорация «Тайна» и Джефф должны избавиться от свадебной ведьмы, чтобы дом можно было переместить. |            |                                                                                                  |                               |             |                                   |                     |
| 23 | 23         | «Путешествие во времени!» «A Run Cycle Through Time!»                                            | Малкольм Макдауэлл            | Шон Бишоп   | Бенджамин Таунсенд                | 2 июля 2020         |
| По просьбе Малкольма Макдауэлла корпорация «Тайна» отправляется в его поместье недалеко от Санта-Барбары, чтобы помочь разгадать тайну и узнать, почему он его преследует. Во время съёмок голливудского фильма о путешествиях во времени за десятилетия до этого он глубоко заинтересовался теоретической физикой, лежащей в основе реальных путешествий во времени в реальной жизни, взломав код после многих лет исследований. Он сопровождает их в свою тайную подземную лабораторию, а затем демонстрирует свою машину времени, которая сделана в виде карусели с педальным приводом, на внешней трассе которой изображены велосипеды в старинном стиле. |            |                                                                                                  |                               |             |                                   |                     |
| 24 | 24         | «Я проклинаю тебя!» «I Put A Hex On You!»                                                        | Ведьмочки                     | Фрэнк Пор   | Том Краевский                     | 2 июля 2020         |
| Для Ведьмочек приходит таинственная посылка от анонимного фаната с проклятой гитарой. Пока Дафна делает макияж, команда уже под рукой, прежде чем Ведьмочки выдали его за «рок-н-ролл». Призрак Эстера Мункиллера появляется на сцене, чтобы проклясть всех на концерте, при этом Торн и Луна становятся полярными противоположностями их обычных личностей после игры на гитаре. |            |                                                                                                  |                               |             |                                   |                     |
| 25 | 25         | «Вой выпыскника-оборотня!» «The High School Wolfman’s Musical Lament!»                           | Кристиан Слейтер              | Майк Майло  | Майкл Райан                       | 2 июля 2020         |
| Корпорация «Тайна» подвергается нападению оборотня, прыгающего на вершину Фургончика Тайн, в результате чего они врезаются в близлежащую реку Гудзон. На оригинальном выпускном вечере для выпускников Слейтера оборотень напал на него. Поскольку корпорация «Тайна» ищет оборотня, они также должны бороться с тайной женщиной. |            |                                                                                                  |                               |             |                                   |                     |
| 26 | 26         | «Космическая станция Скуби!» «Space Station Scooby»                                              | Нил Деграсс Тайсон Билл Най   | Шон Бишоп   | Анналиса Лабианко Джеффри Спенсер | 2 июля 2020         |
| Велма и команда приглашены помочь Биллу Най, но всё портится, когда их встречают лишь мрачной тишиной и пропавшим экипажем многонациональной космической станции. Они следят за звуком неровного постукивания в дверь с электронным замком, Билл и Велма распознают в ней азбуку Морзе. Используя полученное сообщение, Най вводит код на клавиатуре, и обнаруживает Нила Деграсса Тайсона. Быстро объясняя чудовище, вскоре после этого появляется гигантская тихоходка, угрожая не только миссии, но и всей станции. |            |                                                                                                  |                               |             |                                   |                     |

### Второй сезон (2020—2021)
| № в сериале | № в сезоне | Название | Приглашённая звезда                                      | Режиссёр                | Сценарист          | Дата премьеры в США |
| --- | ---------- | --- | -------------------------------------------------------- | ----------------------- | ------------------ | ------------------- |
| 27 | 1          | «Призрак, говорящий пёс и очень-очень острый соус!» «The Phantom, The Talking Dog, and the Hot Hot Hot Sauce!» | Кейси Масгрейвс                                          | Фрэнк Пор               | Том Краевский      | 1 октября 2020      |
| Дафна ведёт команду к своей знаменитой подруге Кейси Масгрейвс, где она выступает, и призрак Таллиса Таггерта находится на свободе, нападая на артистов, которые ему не нравятся.                                                                     |            | |                                                          |                         |                    |                     |
| 28 | 2          | «Последний заключённый!» «The Last Inmate!»                                                                    | Морган Фримен                                            | Шон Бишоп               | Майкл Райан        | 1 октября 2020      |
| Корпорация «Тайна» вместе с Морганом Фрименом исследуют старую тюрьму, заброшенную на 100 лет из-за того, что в ней обитает призрак Жана Лебо. |            | |                                                          |                         |                    |                     |
| 29 | 3          | «Жуткая больница с привидениями Финеаса Фрэга!» «The Horrible Haunted Hospital of Dr. Phineas Phrag!»          | Кристен Шаал                                             | Шон Бишоп               | Каролайн Фарах     | 1 октября 2020      |
| Корпорация «Тайна» и Кристен Шаал исследуют больницу с привидениями, где исследуют призрака доктора 1950-х годов Финеаса Фрага. |            | |                                                          |                         |                    |                     |
| 30 | 4          | «Пёс — хот-дог!» «The Hot Dog Dog!»                                                                            | Джоуи Честнат                                            | Майк Майло              | Бенджамин Таунсенд | 1 октября 2020      |
| Древесный монстр нападает на Шэгги и Скуби-Ду, когда они участвуют в соревновании по поеданию хот-догов с Джоуи Честнатом. |            | |                                                          |                         |                    |                     |
| 31 | 5          | «Подвижная тайна!» «A Moveable Mystery!»                                                                       | Джиджи Хадид                                             | Шон Бишоп               | Каролайн Фарах     | 1 октября 2020      |
| Находясь в Париже, команда помогает Джиджи Хадид после нападения гаргульи. |            | |                                                          |                         |                    |                     |
| 32 | 6          | «Пир у Доктора Франкенфудера!» «The Feast of Dr. Frankenfooder!»                                               | Элтон Браун                                              | Фрэнк Пор               | Бен Лапидес        | 1 октября 2020      |
| Шэгги и Скуби делают неожиданное и приветствуют визит в замок с привидениями в Германии, потому что там будет знаменитый шеф-повар Элтон Браун. Им также предстоит сразиться с монстром, который созданный доктором Франкенфудером.                   |            | |                                                          |                         |                    |                     |
| 33 | 7          | «Модный кошмар!» «A Fashion Nightmare!»                                                                        | Тим Ганн                                                 | Майк Майло              | Роб Хуги           | 1 октября 2020      |
| 34 | 8          | «Скуби-Ду на льду!» «Scooby on Ice!»                                                                           | Тара Липински                                            | Шон Бишоп               | Лора Срибни        | 1 октября 2020      |
| Корпорация «Тайна» направляется в Австрию на международные ледовые игры, где они встречаются с чемпионкой по фигурному катанию Тарой Липински. За это время им предстоит разобраться со снежным монстром.                                             |            | |                                                          |                         |                    |                     |
| 35 | 9          | «Пещерный человек на хафпайпе!» «Caveman on the Half Pipe!»                                                    | Хлоя Ким                                                 | Фрэнк Пор               | Майкл Райан        | 1 октября 2020      |
| Размороженный пещерный человек пугает склоны скалистых гор, где корпорация «Тайна» встречает сноубордистку Хлою Ким. |            | |                                                          |                         |                    |                     |
| 36 | 10         | «Жемчужина бокса!» «The Crown Jewel of Boxing!»                                                                | Лейла Али                                                | Майк Майло              | Каролайн Фарах     | 1 октября 2020      |
| Робот саботирует открытие боксёрского музея, созданного по боксу про Лейлу Али. |            | |                                                          |                         |                    |                     |
| 37 | 11         | «Интернет в доме с привидениями!» «The Internet on Haunted House Hill!»                                        | Лайза Коши                                               | Шон Бишоп               | Бенджамин Таунсенд | 1 октября 2020      |
| Шэгги и Скуби-Ду встречаются со своей подругой Лайзой Коши. Они также должны бороться с атаками, вызванными призраком Чарльза Трабера. |            | |                                                          |                         |                    |                     |
| 38 | 12         | «Жуткий бейсбольный матч!» «The 7th Inning Scare!»                                                             | Маклемор                                                 | Фрэнк Пор               | Бен Лапидес        | 1 октября 2020      |
| Таинственное приглашение на бейсбольный матч позволяет случайно встретиться между корпорацией «Тайна» и рэпером Маклемором, на последнего из которых нападает призрачный талисман.                                                                    |            | |                                                          |                         |                    |                     |
| 39 | 13         | «Жуткий ремейк „Джекилл и Хайд!“» «The Dreaded Remake of Jekyll & Hyde!»                                       | Сэнди Дункан                                             | Майк Майло              | Каролайн Фарах     | 1 октября 2020      |
| Сэнди Дункан снимает новый фильм только для того, чтобы на съёмочную площадку напал реальный монстр. |            | |                                                          |                         |                    |                     |
| 40 | 14         | «Полная опасность!» «Total Jeopardy!»                                                                          | Алекс Требек                                             | Фрэнк Пор               | Бен Лапидес        | 13 ноября 2020      |
| Алекс Требек ведет серию телевикторины «Jeopardy!». Велма и Шэгги соревнуются с роботом, который неистовствует против любого, кто выглядит так, как будто они могут заставить его проиграть игру.                                                     |            | |                                                          |                         |                    |                     |
| 41 | 15         | «Dark Diner of Route 66!»                                                                                      | Эксл Роуз                                                | Майк Майло              | Каролайн Фарах     | 25 февраля 2021     |
| Когда Фред, Дафна и Велма похищены тремя грязевиками в закусочной, Шэгги и Скуби должны объединиться с Экслом Роузом, чтобы спасти своих друзей. |            | |                                                          |                         |                    |                     |
| 42 | 16         | «Lost Soles of Jungle River!»                                                                                  | Джейсон Судейкис                                         | Фрэнк Пор               | Майкл Райан        | 1 октября 2021      |
| Джейсон Судейкис возглавляет команду на поиски сокровищ через тропические леса Амазонки. |            | |                                                          |                         |                    |                     |
| 43 | 17         | «Дао Скуби!» «The Tao Of Scoob!»                                                                               | Люси Лью                                                 | Майк Майло              | Каролайн Фарах     | 1 октября 2021      |
| Скульптурный монстр угрожает саботировать открытие выставки художницы Люси Лью, поэтому она обращается за помощью к команде. |            | |                                                          |                         |                    |                     |
| 44 | 18         | «Возвращение кольца для ключей!» «Returning Of The Key Ring!»                                                  | Шон Эстин                                                | Шон Бишоп               | Бенджамин Таунсенд | 1 октября 2021      |
| Команда исследует магазин после того, как ужин с Шоном Эстином превращается в приключение, чтобы вернуть потерянный брелок для ключей. Команда быстро понимает, что растительный монстр тоже преследует связку ключей.                                |            | |                                                          |                         |                    |                     |
| 45 | 19         | «Cher, Scooby and the Sargasso Sea!»                                                                           | Шер                                                      | Фрэнк Пор               | Каролайн Фарах     | 1 октября 2021      |
| Команда празднует день рождения Скуби-Ду на яхте. Всё становится странно знакомым, когда пара людей-акул нападает на лодку, и команде приходится разгадывать тайну.                                                                                   |            | |                                                          |                         |                    |                     |
| 46 | 20         | «The Lost Mines of Kilimanjaro!»                                                                               | Джессика Бил                                             | Майк Майло              | Каролайн Фарах     | 1 октября 2021      |
| Команда сталкивается с гигантской гориллой, наткнувшись на Джессику Бил в джунглях. |            | |                                                          |                         |                    |                     |
| 47 | 21         | «The Legend of the Gold Microphone!»                                                                           | Джозеф Симмонс                                           | Фрэнк Пор               | Майкл Райан        | 1 октября 2021      |
| 48 | 22         | «Scooby-Doo and the Sky Town Cool School!»                                                                     | Билли Ди Уильямс                                         | Шон Бишоп Кекс Синглтон | Майкл Райан        | 1 октября 2021      |
| Когда внезапно появляется птеродактиль, команда и Билли Ди Уильямс должны остановить существо. |            | |                                                          |                         |                    |                     |
| 49 | 23         | «Falling Star Man!»                                                                                            | Терри Брэдшоу                                            | Шон Бишоп Кекс Синглтон | Майкл Райан        | 1 октября 2021      |
| Команда помогает Терри Брэдшоу разгадать тайну инопланетянина на его ферме. |            | |                                                          |                         |                    |                     |
| 50 | 24         | «A Haunt of a Thousand Voices!»                                                                                | Фрэнк Уэлкер, Грей Делайл, Мэттью Лиллард и Кейт Микуччи | Фрэнк Пор               | Майкл Райан        | 1 октября 2021      |
| Дафна знакомит команду со своим другом Фрэнком Уэлкером и его друзьями, которые снимают телешоу о четырёх подростках и говорящим псом. Монстры одного за другим начинают похищать актёров озвучивания, и команда должна разработать план их спасения. |            | |                                                          |                         |                    |                     |
| 51 | 25         | «Scooby-Doo, Dog Wonder!»                                                                                      | Синий сокол и Динамит                                    | Майк Майло              | Майкл Райан        | 1 октября 2021      |
| Команда должна остановить Медузу, чтобы спасти Динамита. |            | |                                                          |                         |                    |                     |
| 52 | 26         | «The Movieland Monsters!»                                                                                      | Кэрол Бернетт                                            | Кекс Синглтон           | Каролайн Фарах     | 1 октября 2021      |
| Команда тестирует новый мир фильмов виртуальной реальности Кэрол Бернетт, но всё становится слишком реалистично. |            | |                                                          |                         |                    |                     |